# Jaume Bartumeu
Jaume Bartumeu Cassany, andorski odvetnik in politik, * 10. november 1954, Andorra la Vella.
Bartumeu je eden od ustanovitelj Socialne demokratske stranke in eden vidnejših politikov v Andori.